# 全国国民健康保険診療施設協議会
公益社団法人全国国民健康保険診療施設協議会(こうえきしゃだんほうじん ぜんこくこくみんけんこうほけんしんりょうしせつきょうぎかい)は、国民健康保険診療施設(国保直診)の管理者たる医師や歯科医師を会員として、1989年3月に厚生省の許可を受け社団法人として設立され、2012年4月からは、内閣府より移行認定された公益社団法人である。略称は国診協。

## 解説

### 目的
治療と予防の一体的運営を地域医療の分野に実現し、社会保障及び国民保健の向上に寄与しようとする国民健康保険の理念に立脚し、国民健康保険診療施設の機能の充実強化と地域医療に関する医学の向上、並びに施設の運営の合理化を図り、もって地域社会における地域包括医療・ケアの推進に寄与することを目的とする。

### 事業内容
1. 地域医療に関する調査及び研究
2. 国民健康保険診療施設の運営及び管理の合理化、機能の充実強化並びに地域包括ケアシステムの推進、充実を図るための調査及び研究
3. 国民健康保険診療施設関係者並びに地域包括ケアシステムに関係する者の研修、教育及び指導
4. 地域医療の調査研究に関する学会の開催及び表彰
5. 国民健康保険診療施設関係者の福祉事業並びに顕彰
6. 国民健康保険診療施設における医療従事者の確保
7. 関係機関及び団体との連絡協議
8. 前各号に関する資料の発刊及び情報の交換
9. その他全国国民健康保険診療施設協議会の目的を達成するために必要な事業

またこの事業は日本全国で行う。

## 会合の開催

### 地域医療現地研究会
地域医療現地研究会は、保健・医療・介護・福祉の連携、統合を図る地域包括ケアシステムの普及と向上に資するため、国保直診の関係者が、先進施設や地域の訪問、視察するとともに研究討議を行うことを目的にして、毎年開催している。1987年9月に第1回を長野県にて開催して以来、2011年までに25回開催している。

### 全国国保地域医療学会
全国国保地域医療学会は、国保直診をはじめ国民健康保険関係者が一堂に会し、地域医療と地域包括医療・ケアの推進について探求するとともに相互理解と研鑽を図る目的で、毎年開催している。1962年2月に第1回国保医学会学術集会として開催した。この学会では、市町村長、医師、看護師はじめ多くの関係者約2,000名が参加され、講演、研究発表、国保直診開設者サミット、シンポジウム、パネルディスカッションなどを行い、様々な課題等について研究討議を行っている。

### 地域包括医療・ケア研修会
全国の国民健康保険診療施設に勤務する職員及び国民健康保険関係職員が、その職種を問わず一堂に会し、保健・医療・介護・福祉の一体的提供を目指す「地域包括医療・ケア」の理論と実践に関する最新の情報を収集交換することにより、「地域包括医療・ケア」の一層の充実を図ることを目的として国民健康保険診療施設に勤務する全ての職員及び国民健康保険関係者を対象として開催している。

### 医師臨床研修指導医講習の開催
医師臨床研修必修化に伴い、2003年度から全国自治体病院協議会と共同して厚生労働省の後援、認定を受けて新臨床研修指導医講習会を開催している。

## 歴史
国民健康保険診療施設(国保直診)は、1938年国民健康保険法の施行に伴い戦前から全国各地に設置され活動が始まった。1948年に国民健康保険が市町村の事業(公営)とされたこと等を背景に、地域住民の保健、医療の向上を目指し、国保直診の機能強化、医師の研修、研究を推進するため、地域ごとに国保直診の医師による研究会を立ち上げる等の組織化の動きがでてきた。

### 社会医療東北学会の発足
1954年岩手県において岩手県内直診医師懇談会が開催され、その後直診医師研修会を経て、1958年6月岩手県地域医療学会に拡充、改組され、この動きを契機として、1958年11月東北各県の国保直診により社会医療東北学会が発足した。

### 全国学会開催の要望運動
1959年国民健康保険が全面実施され、国民皆保険が日本において実現した。1960年10月に開催された第3回社会医療東北学会において、社会医療全国学会の開催を要望する決議が行われた。また、東北各県国民健康保険団体連合会で組織する東北地方国保協議会からも国民健康保険中央会に対し、国保直診医師の全国学会開催要望が出された。

### 国民健康保険診療施設医学会設立と全国学会の開催
1961年2月に国民健康保険全国学会準備委員会が開かれ、同年10月国民健康保険診療施設医学会が設立した。そして昭和37年2月に第1回国保医学会学術集会が東京都において開催された。その後、国保医学会学術集会は、国保医学会学術総会、国保地域医療学会を経て、法人化にあわせて全国国民健康保険地域医療学会に発展改称され現在に至る。

### 法人化の実現
1961年10月28日に設立された国民健康保険診療施設医学会は、昭和57年3月20日に「全国国保医学会」と改称し、さらに事業活動の充実を図るため法人化の実現に向けて検討が進められた。1982年9月30日社団法人全国国民健康保険診療施設協議会の設立総会を開催して法人化を議決し、平成元年3月27日に厚生大臣の設立許可を受けて法人化をした。2012年4月からは内閣府の認定を受け公益社団法人となった。

## 会員

### 資格
- 全国の国民健康保険診療施設の管理者たる医師・歯科医師

- 地方独立行政法人法に基づいて設立された法人のうち国民健康保険の保険者が設置した国民健康保険診療施設を承継した地方独立行政法人が運営する当該承継施設の管理者たる医師・歯科医師

- 賛助会員は、理事会の推薦する者及びこの会の趣旨に賛同する者

### 会員施設
会員施設は全体で805（病院施設273、診療所施設532）

### 都道府県協議会一覧
| 事務局                                         | 担当部課                 |
| ---------------------------------------------- | ------------------------ |
| 北海道国民健康保険団体連合会                   | 保健事業課               |
| 青森県国民健康保険団体連合会                   | 事業振興課               |
| 岩手県国民健康保険団体連合会                   | 健康推進課               |
| 宮城県国民健康保険団体連合会                   | 事業推進課               |
| 秋田県国民健康保険団体連合会                   | 事業企画課               |
| 山形県国民健康保険団体連合会                   | 総務企画課               |
| 福島県国民健康保険団体連合会                   | 保健事業課               |
| 茨城県国民健康保険団体連合会                   | 保健事業課               |
| 栃木県国民健康保険団体連合会                   | 事業振興課               |
| 群馬県国民健康保険団体連合会                   | 事業企画課               |
| 埼玉県国民健康保険団体連合会                   | 保健課                   |
| 公益社団法人千葉県国民健康保険直営診療施設協会 |                          |
| 千葉県国民健康保険団体連合会                   | 事業課                   |
| 東京都国民健康保険団体連合会                   | 事業課                   |
| 神奈川県国民健康保険団体連合会                 | 保健事業課               |
| 新潟県国民健康保険団体連合会                   | 保健事業課               |
| 富山県国民健康保険団体連合会                   | 事業課                   |
| 石川県国民健康保険団体連合会                   | 事業課                   |
| 福井県国民健康保険団体連合会                   | 業務課                   |
| 山梨県国民健康保険団体連合会                   | 企画情報課               |
| 長野県国民健康保険団体連合会                   | 保健事業課               |
| 岐阜県国民健康保険団体連合会                   | 健康推進課               |
| 静岡県国民健康保険団体連合会                   | 事業課                   |
| 愛知県国民健康保険団体連合会                   | 事業課                   |
| 三重県国民健康保険団体連合会                   | 事業推進課               |
| 滋賀県国民健康保険団体連合会                   | 事業課                   |
| 京都府国民健康保険団体連合会                   | 保健事業課               |
| 大阪府国民健康保険団体連合会                   | 事業課                   |
| 兵庫県国民健康保険団体連合会                   | 事業課                   |
| 奈良県国民健康保険団体連合会                   | 事業課                   |
| 和歌山県国民健康保険団体連合会                 | 事業課                   |
| 鳥取県国民健康保険団体連合会                   | 事業振興課               |
| 島根県国民健康保険団体連合会                   | 事業課                   |
| 岡山県国民健康保険団体連合会                   | 保健事業課               |
| 広島県国民健康保険団体連合会                   | 保健事業課               |
| 山口県国民健康保険団体連合会                   | 保健事業課               |
| 徳島県国民健康保険団体連合会                   | 事業課                   |
| 香川県国民健康保険団体連合会                   | 国保診療施設協議会事務局 |
| 愛媛県国民健康保険団体連合会                   | 介護・保健課             |
| 高知県国民健康保険団体連合会                   | 事業課                   |
| 福岡県国民健康保険団体連合会                   | 保健事業課               |
| 佐賀県国民健康保険団体連合会                   | 事業振興課               |
| 長崎県国民健康保険団体連合会                   | 事業課                   |
| 熊本県国民健康保険団体連合会                   | 保健事業支援課           |
| 大分県国民健康保険団体連合会                   | 事業課                   |
| 宮崎県国民健康保険団体連合会                   | 事業課                   |
| 鹿児島県国民健康保険団体連合会                 | 事業課                   |

## 助成
健康管理センター等の健康管理事業にかかる助成
- 健康管理センターによる健康管理事業の経費（事業費）

- 歯科保健センターによる健康管理事業の経費（事業費）

- 直営診療施設（国保直診）による健康管理事業の経費（事業費）

国保診療施設における次の施設等の整備にかかる助成
- 病院・診療所・医師住宅・看護師宿舎・院内託児施設等の建物の整備経費

- 医療機械器具・患者輸送車・巡回診療車・巡回診療船の整備経費

国民健康保険総合保健施設の設置及び運営にかかる助成
- 総合保健施設及び設備の整備経費

- 総合保健施設に併設設置する共同生活援助部門及び居住部門の施設及び設備の整備経費

- 総合保健施設の保健事業部門及び介護支援部門にかかる運営経費

国保直診の運営に特別に要した費用に対する助成（平成27年度）
- 災害等による被害を受けた施設、設備の復旧に要した費用

- 災害等による被害を受けた地域の人的支援活動に要した費用

- 経営合理化のために要した費用

- 療養環境の改善に要した費用

- 医師、看護師、保健師等の確保対策に要した費用

へき地診療所に対する助成
- へき地診療所運営費助成

(以上の出典は)

## アクセス

### 最寄り駅
- 都営地下鉄大門駅
- 東日本旅客鉄道（JR東日本）浜松町駅
- 東京モノレール羽田空港線モノレール浜松町駅